# Hans Thomson
Hans Thomson (* 14. Juni 1888 in Offenbach; † 23. Mai 1963 ebenda) war ein deutscher Fechter, mehrmaliger deutscher Meister und Olympiateilnehmer. Er focht für den FC Offenbach. Sein Zwillingsbruder Julius war ebenfalls ein erfolgreicher Fechter.

## Erfolge
Hans begann das Fechten im Jahr 1906 zusammen mit seinem Bruder Julius als 17-Jähriger in der Turnabteilung des TV Offenbach. Er wurde vom erfolgreichen Meister Arturo Gazzera trainiert und trat ein Jahr später auch in den Fechtclub Offenbach ein und startete später auf Turnieren für diesen Verein. Ihr Trainer Gazzera war in beiden Vereinen beschäftigt. Wie sein Bruder Julius war Hans stark in der Ausbildung des Fechtnachwuchses engagiert.
Thomson nahm im Degen- und Säbeleinzel an den Olympischen Spielen 1912 in Stockholm teil. In beiden Waffen schied er in der zweiten von vier Runden aus. In Amsterdam 1928 nahm er nochmals an olympischen Spielen teil. Dort verpasste die Säbelmannschaft mit Thomson, Erwin Casmir, Heinrich Moos und Hans Halberstadt nur knapp eine Medaille und wurde 4. Im Säbeleinzel kam Thomson bis in die Finalrunde und belegte den 12. Platz.
Thomson wurde 1921 und 1929 deutscher Einzelmeister im Säbel. Mit der Mannschaft des FC Offenbach gewann er zudem 1923, 1924 und 1925 die deutsche Säbel-Mannschaftsmeisterschaft.